# 최선영 (1986년)
최선영(1986년 4월 7일 ~)은 대한민국의 스케이트 코치다.

## 방송
- 트리플 (2009)
- 김연아의 키스 & 크라이 (2011) - 3위